# Skiftesverk

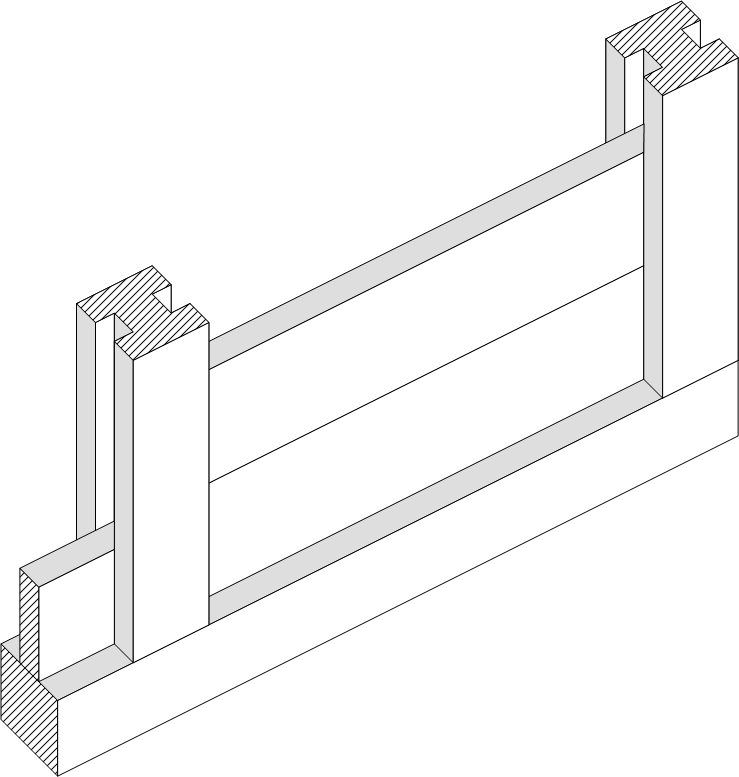
Skiftesverk.

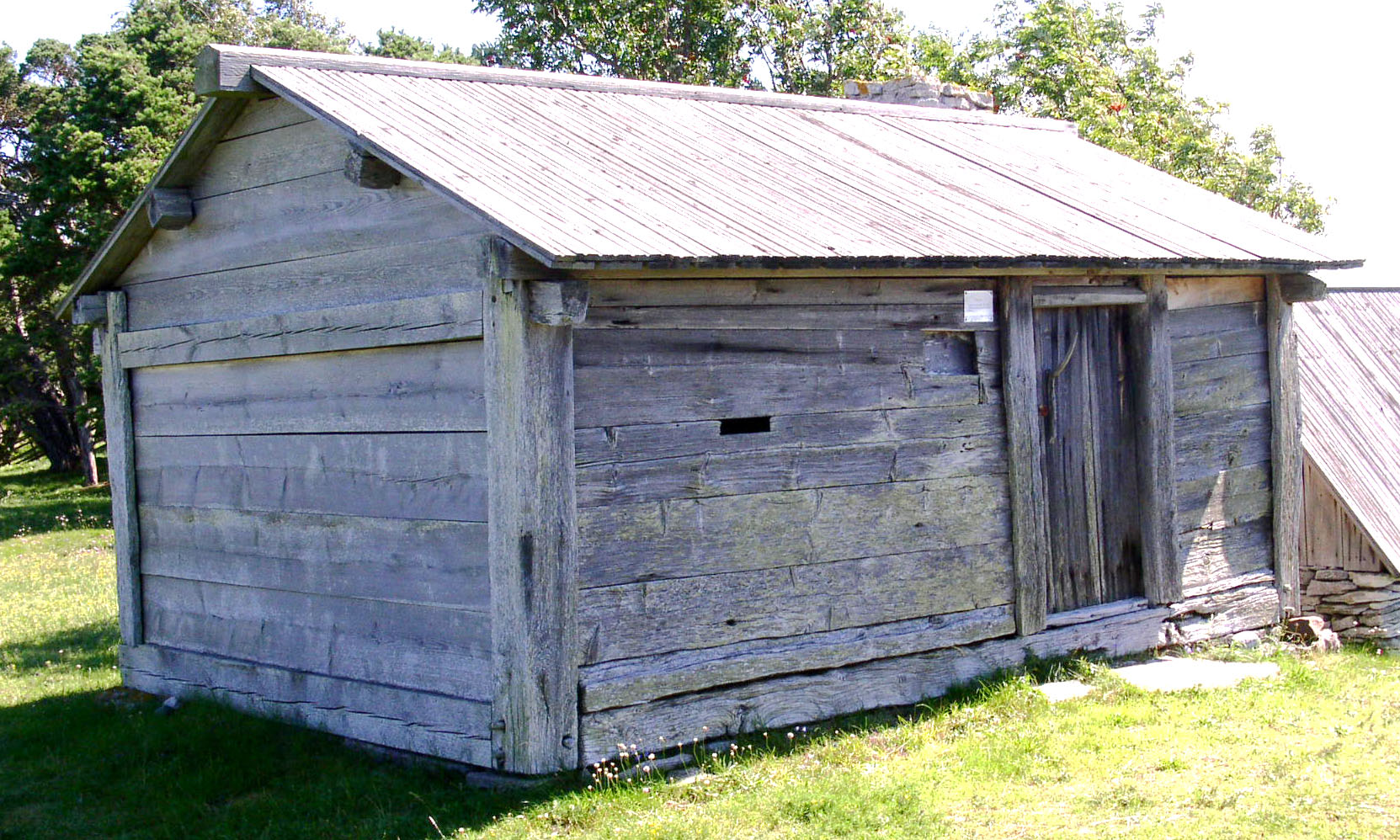
Strandbod i Kovik på Gotland uppförd i skiftesverksteknik, d.v.s ett bulhus.

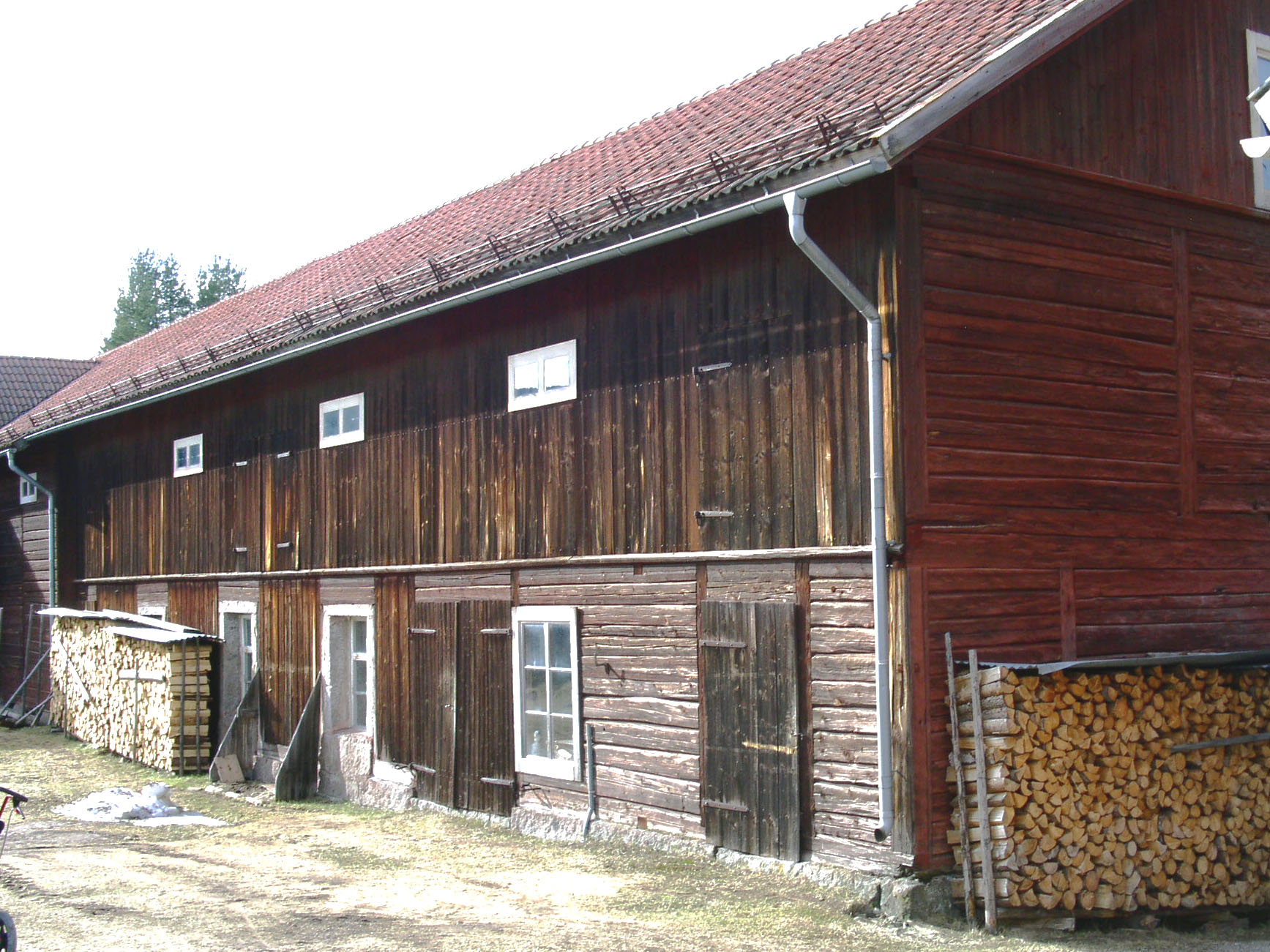
Skiftesverk i Dalarna från första hälften av 1900-talet, byggt av återanvända timmerväggar.

Skiftesverk är en träbyggnadsteknik. Väggar i skiftesverk består av liggande, grova plankor som är infällda i stolpar med spår. Denna teknik möjliggör användande av relativt korta plankor, vilket är en fördel i områden som saknar högväxt barrskog. De olika teknikerna med resvirke är inte identiska med, och får inte förväxlas med skiftesverk. Resvirke har alltid utfyllnad av stående stockar eller plankor, därav namnet.

## Sverige
Skiftesverk förekommer i Sverige i södra och västra Götaland liksom på Gotland och Öland. I Skåne, på Gotland och på Öland byggdes även boningshus i skiftesverk. Planken eller bålarna var då grövre än på uthus och hade dessutom långdrag. Mer korrekt benämns tekniken till boningshus för att "timra på stolpe" i motsats till att "timra på knut" . 
Skiftestekniken utfördes framför allt i ek i stolpar, syll och hammarband. Byggnadssättet har därför stark koppling till ekens utbredningsområden. Virket för utfyllnad mellan de lodräta stolparna är beroende av virkestillgången i trakten. På öar samt vid kusten är virket oftast genomgående ek i hela konstruktionen av byggnaden, i områden med barrskog används furu samt gran. Skiftestekniken möjliggör att bålar av olika längd kan användas, detta till skillnad mot stavtekniken, som kräver likstort virke runtom. Skiftestekniken är därför virkesbesparande. Jämfört med knuttimring åtgår det ungefär hälften virke för en motsvarande byggnad i skiftesteknik.
På Gotland kallas ett hus i skiftesverk ofta för bulhus. Speciella hustyper byggda i skiftesverk är Sydgötiskt hus och Högsulelada.
I början av 1900-talet slog en slags skiftesverksteknik igenom i traditionellt knuttimmerdominerade områden, till exempel Dalarna. Detta var ett alternativ till att bygga med laxknutar, när man ville undvika de vid denna tid omoderna utstickande knutskallarna. Ofta infogade man hela, redan ihopdymlade timmerväggar, från de knuttimrade hus man ersatte.

## Sydtyskland

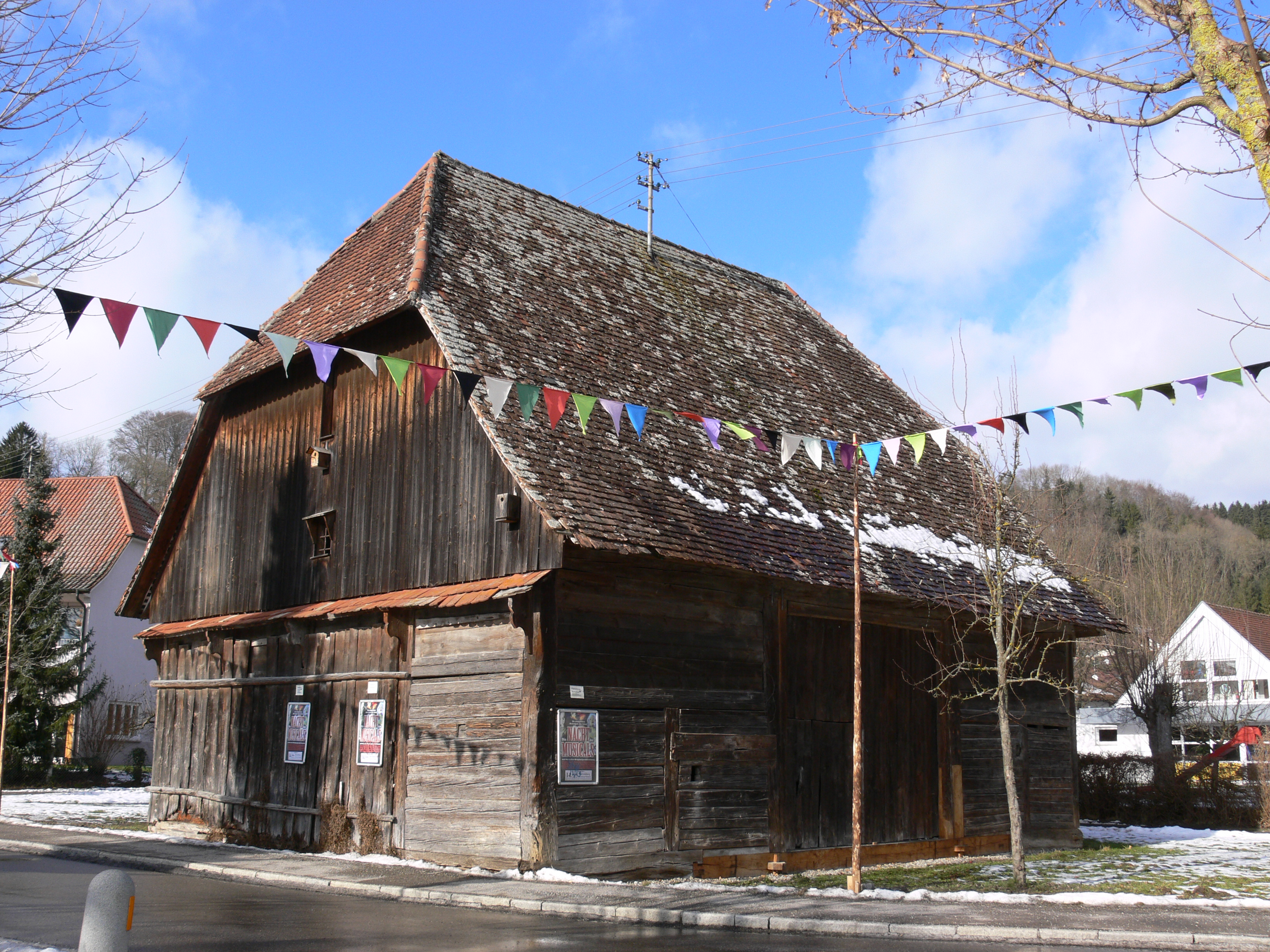
Tiondebod byggd i skiftesverk i Fronreute, Kreis Ravensburg, Baden-Württemberg i södra Tyskland

Konstruktionstypen är välkänd i Sydtyskland, Österrike och Schweiz, där den kan kallas: "Ständerbohlenbau" eller "Bohlenständerbau".  En del tyska forskare menar att de sydtyska korsvirkesbyggnaderna, med stora avstånd mellan stolparna, är en vidareutveckling av ett tidigare mer utbrett byggnadssätt med skiftesverk. Man kan alltså se på detta sydtyska korsvirke ("Mittelalterliche Ständerbauweise"), med utfyllnad av lerklinat flätverk, som en materialbesparande variant av skiftesverket.

## Norge
I Norge har skiftesverk använts i mycket begränsad utsträckning, men tekniken finns representerad i Sørvestlandet under namnet "lavegg". Annars är bruket av liggande plankor eller korta stockar infällda i spår eller not i anslutande väggar känt under namnet "sleppevegg". En sleppevegg spänner vanligtvis mellan två knuttimrade väggar, men kan också hållas fast av en stolpe på en eller två sidor. 

## Nordamerika

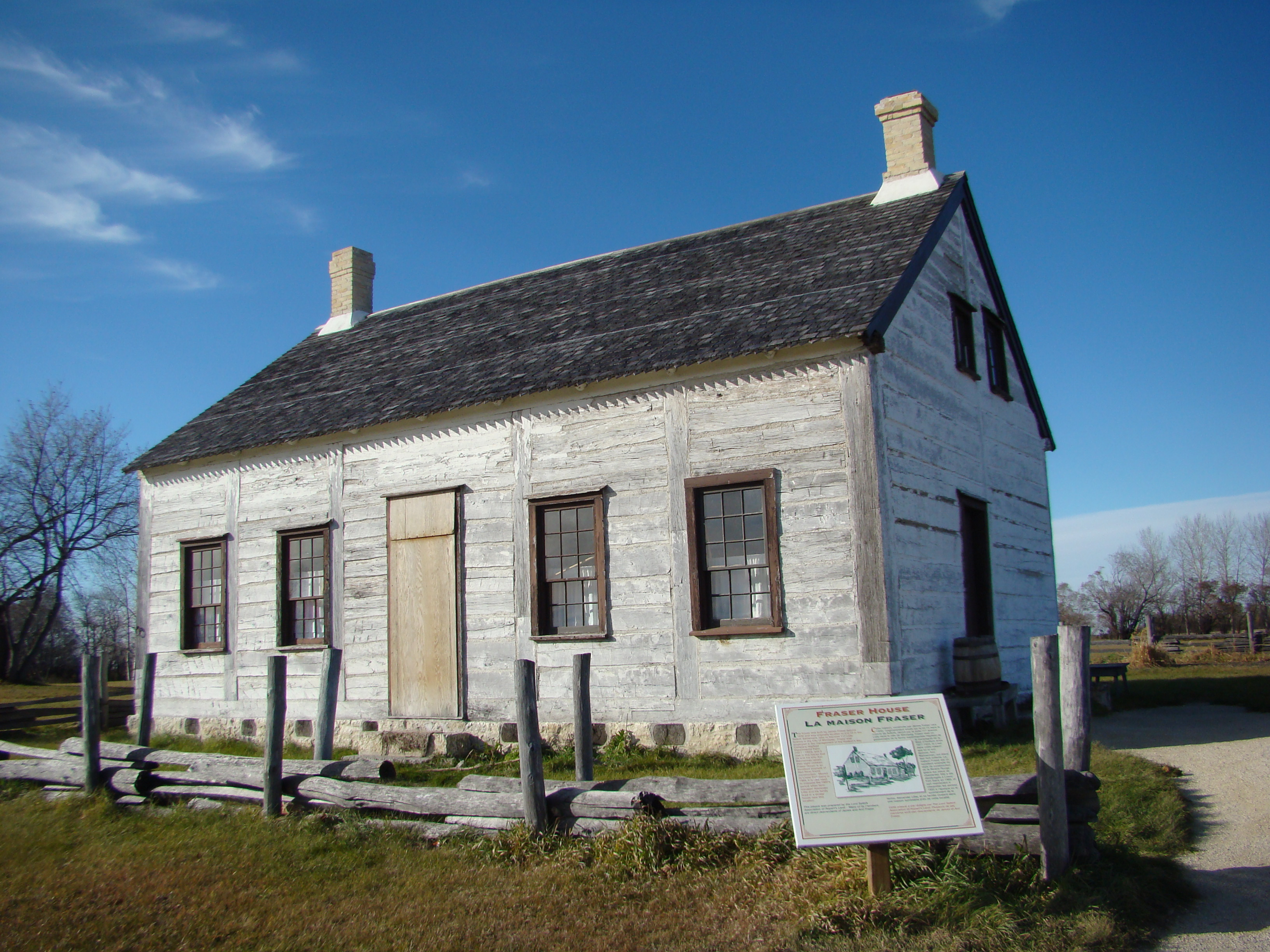
Maison Fraser, ett skiftesverkshus i Manitoba.

Skiftesverkstekniken (pièce-sur-pièce à coulisse) har även använts i Nordamerika. Den förekommer i Kanada, Pennsylvania, Nya England och Mississippidalen. Hudson Bay-kompaniet använde denna teknik för de flesta av sina handelsstationer i inlandet, ända till Stilla Havet. Tekniken kan ha införts av tyskar eller schweizare till Pennsylvania. Den kan även ha uppkommit endemiskt i Kanada, som en lokal utveckling av det franska korsvirkeshuset i Québec.